# Claude proclamé empereur
Claude proclamé empereur est un tableau peint par Charles Lebayle en 1886, pour sa candidature au Prix de Rome. Il est conservé à l'École nationale supérieure des beaux-arts de Paris.

## Contexte historique
Le sujet imposé aux candidats est la proclamation de l'empereur romain Claude, survenue le 24 janvier 41, présentée par un extrait de Suétone : après le meurtre de l'empereur régnant Caligula par des prétoriens, un soldat découvre Claude dissimulé derrière une tenture en voyant ses pieds qui dépassent, le tire de sa cachette et le reconnait. Tandis que Claude supplie qu'on l'épargne, le soldat le proclame empereur. 
Cet épisode est aussi rapporté par Flavius Josèphe, qui diffère du récit de Suétone qui tourne Claude en ridicule, dissimulé mais dont les pieds dépassent. Caligula vient d'être assassiné par des tribuns du prétoire dans un passage menant à son palais. Dans la confusion qui s'ensuit, les Germains de la garde personnelle de Caligula qui ont appris sa mort et qui n'ont pas pris part au complot, font irruption et tuent au hasard plusieurs sénateurs arrivés sur les lieux. De son côté, Claude se tenait en haut de quelques marches et se dissimulait dans l'obscurité qui l'environnait. Gratus, l'un des soldats de service au palais, l'aperçut et ne pouvant, à cause de l'ombre, voir exactement qui c'était, l'appréhenda et le reconnut. « C'est Germanicus », dit-il à ceux qui le suivaient ;  « emmenons-le pour en faire notre chef. » Claude craignait de mourir assassiné comme Caligula et les supplia de l'épargner. Gratus lui prit la main droite et lui annonça que l'empire lui revenait.

## Description de l'œuvre

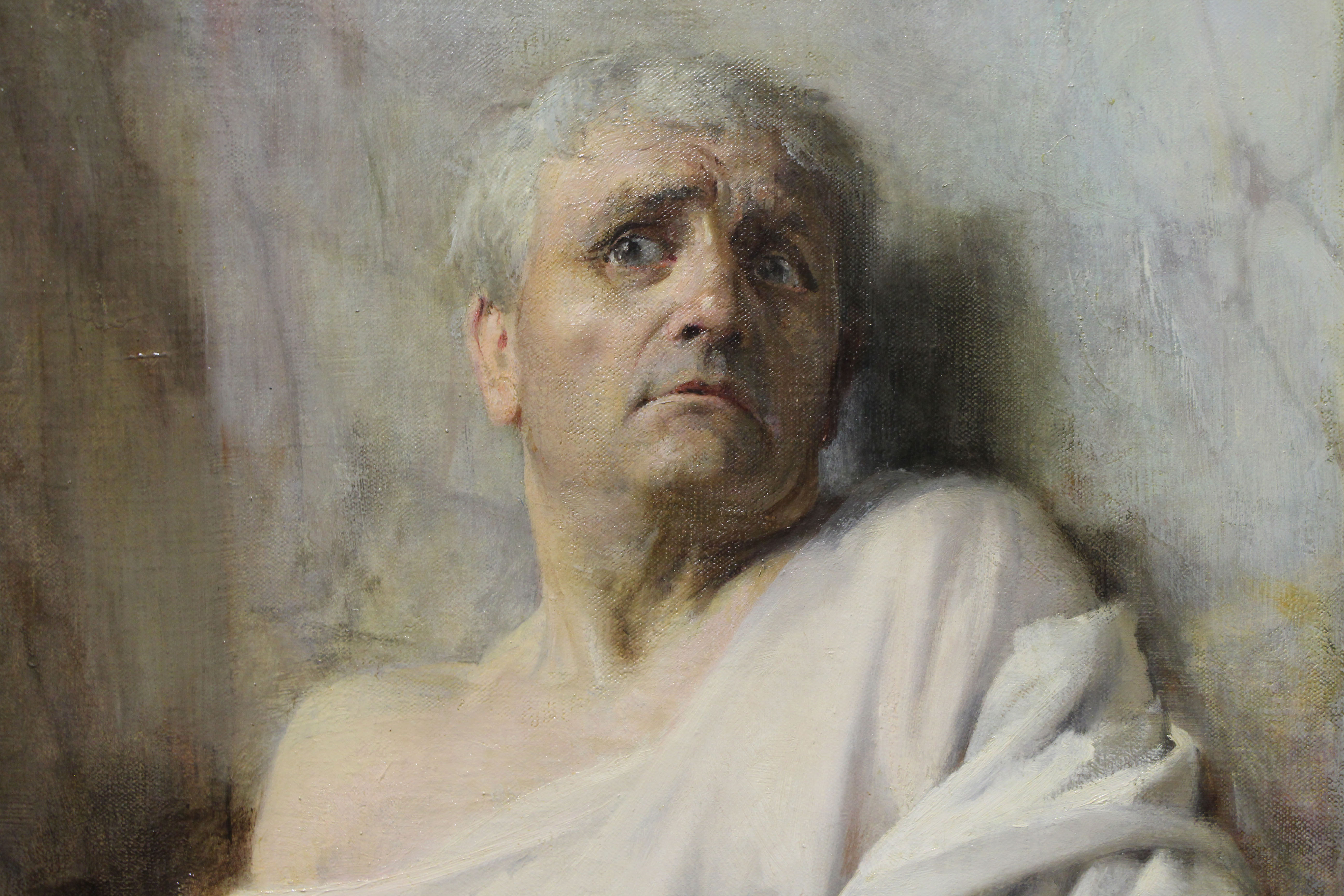
Claude, aux cheveux blancs selon Suétone, livide et tétanisé de peur.

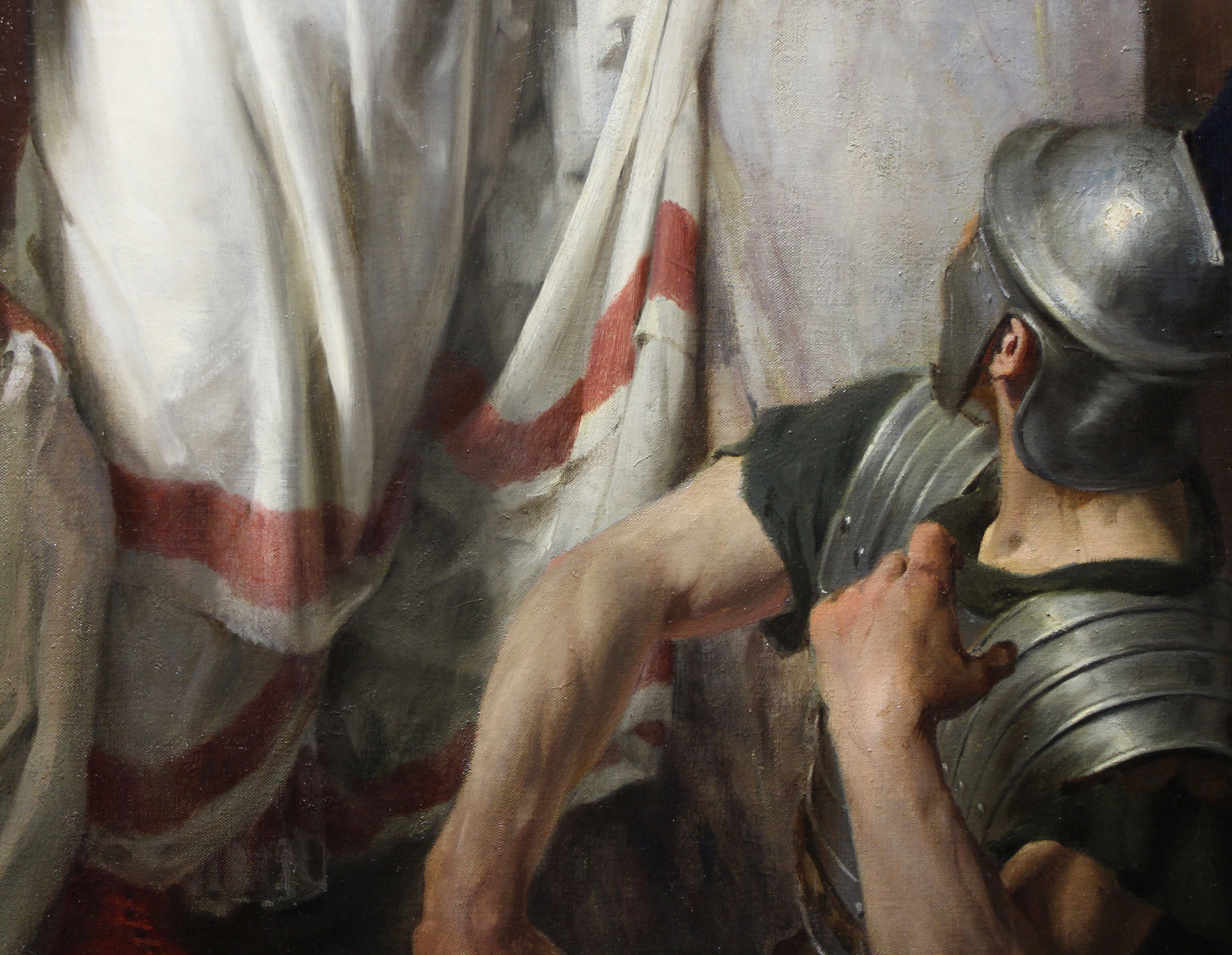
Le soldat au pied de Claude : effets de métal et de drapé de toge.

Charles Lebayle ne retient pas le moment où, selon Suétone, Claude est découvert mal dissimulé derrière une tenture, scène déjà dépeinte par le Britannique Lawrence Alma-Tadema. Il met en scène Gratus qui a reconnu Claude et lui tient la main. Leurs mains serrées sont placées sur l'axe vertical médian du tableau, qui sépare Gratus et Claude dans deux attitudes opposées : à droite, Claude, livide et tétanisé de peur, se colle contre la paroi. Sa toge à demi défaite souligne son désarroi, son regard se détourne des soldats. À gauche, Gratus, enthousiaste et le bras levé interpelle les autres soldats, un grand Germain au premier plan, et en fond une masse confuse de têtes casquées et de mains. Un soldat assis au pied de l'escalier tourne son visage vers Claude. Placé dans l'angle inférieur droit, il équilibre la composition du tableau. Cette composition verticale est typique des scènes de meurtres dans les grands prix.  
Selon Alexis Lemaistre, le modèle de Claude est Gélon, célèbre pour son port de la toge.
Comme dans toute peinture historique, la recherche d'exactitude se place dans la représentation soignée des costumes et des armes : Claude est drapé dans sa toge prétexte de sénateur, blanche bordée d'une bande pourpre. Gélon, modèle posant pour Labayle, était célèbre pour sa science du port de la toge, en partie défaite dans le tableau. Le soldat Gratus porte une cuirasse à écailles (la lorica squamata) et un glaive à la hanche droite (le port du glaive à gauche est une erreur courante des dessins modernes), le soldat assis est chaussé d'une caliga en lanières de cuir et revêt une cuirasse segmentée (lorica segmentata). Le Germain est représenté quant à lui avec les stéréotypes du Barbare : cheveux longs et roux retenus en queue de cheval, torse nu, pagne en peau de bête, épée longue et hache.

## Réception
Réalisé pour concourir au Prix de Rome en peinture, le tableau obtient le premier prix dans sa catégorie, et vaut à son auteur un séjour de deux ans en résidence à la villa Médicis.

## Exposition
Le tableau est présenté lors des expositions : 
- décembre 2018- mars 2019, Musée des Beaux-Arts de Lyon, « Claude, un empereur au destin singulier »